# Liste der Regionaldistrikte in British Columbia

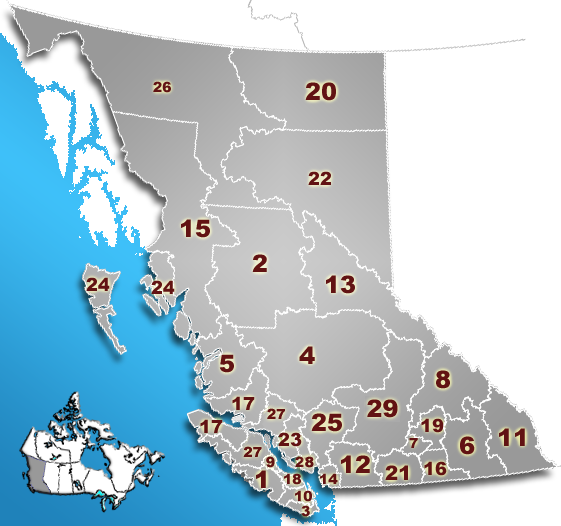
Regionaldistrikte in British Columbia

British Columbia gliedert sich in 27 Regionaldistrikte (regional districts). Die Einrichtung und die Aufgaben dieser Verwaltungseinheiten ergeben sich nach dem Local Government Act (RSBC 2015; ehemals Municipal Act, RSBC 1996).
Diese Gliederung der Provinz hat Statistics Canada auch für seine statistische Gliederung in Census Divisions übernommen.

## Liste
Die Fläche bzw. Einwohnerzahlen der nachfolgenden Tabelle beziehen sich auf die jeweilige Volkszählung von Statistics Canada.
| Nr. | Distrikt             | Census Division Code | Fläche km² | Einwohner 2021 | Einwohner 2016 | Einwohner 2011 | Hauptort       |
| --- | -------------------- | -------------------- | ---------- | -------------- | -------------- | -------------- | -------------- |
| 1   | Alberni-Clayoquot    | 5923                 | 6.577,08   | 33.521         | 30.981         | 31.061         | Port Alberni   |
| 2   | Bulkley-Nechako      | 5951                 | 73.203,22  | 37.737         | 37.896         | 39.208         | Burns Lake     |
| 3   | Capital              | 5917                 | 2.338,22   | 415.451        | 383.360        | 359.991        | Victoria       |
| 4   | Cariboo              | 5941                 | 80.373,79  | 62.931         | 61.988         | 62.392         | Williams Lake  |
| 5   | Central Coast        | 5945                 | 24.433,73  | 3.582          | 3.319          | 3.206          | Bella Coola    |
| 6   | Central Kootenay     | 5903                 | 22.078,10  | 62.509         | 59.517         | 58.441         | Nelson         |
| 7   | Central Okanagan     | 5935                 | 2.902,45   | 222.162        | 194.822        | 179839         | Kelowna        |
| 8   | Columbia-Shuswap     | 5939                 | 28.885,82  | 57.021         | 51.366         | 50.512         | Salmon Arm     |
| 9   | Comox Valley         | 5926                 | 1.697,03   | 72.445         | 66.527         | 63.538         | Courtenay      |
| 10  | Cowichan Valley      | 5919                 | 3.472,48   | 89.013         | 83.739         | 80.332         | Duncan         |
| 11  | East Kootenay        | 5901                 | 27.514,10  | 65.896         | 60.439         | 56.685         | Cranbrook      |
| 12  | Fraser Valley        | 5909                 | 13.319,34  | 324.005        | 295.934        | 277.593        | Chilliwack     |
| 13  | Fraser-Fort George   | 5953                 | 50.580,72  | 96.979         | 94.506         | 91.879         | Prince George  |
| 14  | Metro Vancouver      | 5915                 | 2.878,93   | 2.642.825      | 2.463.431      | 2.313.328      | Burnaby        |
| 15  | Kitimat-Stikine      | 5949                 | 104.307,25 | 37.790         | 37.367         | 37.361         | Terrace        |
| 16  | Kootenay Boundary    | 5905                 | 8.080,76   | 33.152         | 31.447         | 31.138         | Trail          |
| 17  | Mount Waddington     | 5943                 | 20.186,47  | 10.839         | 11.035         | 11.506         | Port McNeill   |
| 18  | Nanaimo              | 5921                 | 2.035,93   | 170.367        | 155.698        | 146.574        | Nanaimo        |
| 19  | North Okanagan       | 5937                 | 7.497,23   | 91.610         | 84.354         | 81.237         | Coldstream     |
| 20  | Northern Rockies a   | 5959                 | 84.858,88  | 4.478          | 5.393          | 5.578          | Fort Nelson    |
| 21  | Okanagan-Similkameen | 5907                 | 10.406,64  | 90.178         | 83.022         | 80.742         | Penticton      |
| 22  | Peace River          | 5955                 | 117.216,74 | 61.532         | 62.942         | 60.082         | Dawson Creek   |
| 23  | qathet               | 5927 c               | 5.067,89   | 21.496         | 20.070         | 19.906         | Powell River   |
| 24  | North Coast          | 5947 d               | 19.710,30  | 18.181         | 18.133         | 18.784         | Prince Rupert  |
| 25  | Squamish-Lillooet    | 5931                 | 16.296,34  | 50.496         | 42.665         | 38.171         | Pemberton      |
| 26  | Stikine b            | 5957                 | 118.408,76 | 683            | 740            | 629            | -              |
| 27  | Strathcona           | 5924                 | 18.243,66  | 48.150         | 44.671         | 43.252         | Campbell River |
| 28  | Sunshine Coast       | 5929                 | 3.767,43   | 32.170         | 29.970         | 28.619         | Sechelt        |
| 29  | Thompson-Nicola      | 5933                 | 44.347,23  | 143.680        | 132.663        | 128.473        | Kamloops       |

Im Zeitraum zum Zensus 2021 ergaben sich die größten Veränderungen der Einwohnerzahl (prozentual) im Squamish-Lillooet Regional District, mit einem Bevölkerungszuwachs von 18,4 % hatte, sowie in der Northern Rockies Regional Municipality, der 17,0 % seiner Einwohner verlor.
Zum Zensus 2016 ergaben sich die größten Veränderungen der Einwohnerzahl (prozentual) in der Stikine Region, der einen Bevölkerungszuwachs von 17,6 % hatte, sowie beim Regional District of Mount Waddington, der 4,1 % seiner Einwohner verlor.

## Veränderungen
- Auflösung des Dewdney-Alouette Regional Districts – Aufteilung auf das Greater Vancouver Regional District (Maple Ridge, Pitt Folder, Pitt Meadows) und auf das neue Fraser Valley Regional District (Rest) (12. Dezember 1995)
- Neubildung des Fraser Valley Regional Districts aus Teilen des Dewdey-Alouette Regional Districts sowie aus den aufgelösten Regionaldistrikten Central Fraser Valley und Fraser-Cheam (12. Dezember 1995)
- Neubildung der Regionaldistrikte Comox Valley und Strathcona aus dem aufgelösten Comox-Strathcona Regional District (15. Februar 2008)
- Umbenennung des Skeena-Queen Charlotte Regional District in North Coast Regional District (2016)[8]
- Umbenennung des Powell River Regional District in qathet Regional District (2018)[9]